# Істрія (комуна)
Істрія (рум. Istria) — комуна у повіті Констанца в Румунії. До складу комуни входять такі села (дані про населення за 2002 рік):
- Істрія (1438 осіб) — адміністративний центр комуни
- Нунташі (1196 осіб)

Комуна розташована на відстані 207 км на схід від Бухареста, 44 км на північ від Констанци, 108 км на південний схід від Галаца.

## Населення
За даними перепису населення 2002 року у комуні проживали 2634 особи.
Національний склад населення комуни:
| Національність   | Кількість осіб | Відсоток |
| ---------------- | -------------- | -------- |
| румуни           | 2595           | 98,5%    |
| цигани           | 15             | 0,6%     |
| татари           | 5              | 0,2%     |
| угорці           | 4              | 0,2%     |
| росіяни-липовани | 4              | 0,2%     |
| турки            | 4              | 0,2%     |
| українці         | 1              | < 0,1%   |

Рідною мовою назвали:
| Мова       | Кількість осіб | Відсоток |
| ---------- | -------------- | -------- |
| румунська  | 2599           | 98,7%    |
| циганська  | 15             | 0,6%     |
| татарська  | 5              | 0,2%     |
| турецька   | 4              | 0,2%     |
| угорська   | 3              | 0,1%     |
| українська | 1              | < 0,1%   |
| російська  | 1              | < 0,1%   |

Склад населення комуни за віросповіданням:
| Релігія       | Кількість осіб | Відсоток |
| ------------- | -------------- | -------- |
| православні   | 2609           | 99,1%    |
| мусульмани    | 12             | 0,5%     |
| баптисти      | 8              | 0,3%     |
| реформати     | 2              | 0,1%     |
| адвентисти    | 2              | 0,1%     |
| римо-католики | 1              | < 0,1%   |